# Elio Festa
Elio Festa (Riolo Terme, 10 ottobre 1960) è un ex ciclista su strada italiano.
Professionista dal 1983 al 1989, partecipò a tre edizioni del Giro d'Italia e a una del Tour de France.
Da dilettante vinse il Trofeo Minardi nel 1981. Partecipò a tre edizioni del Giro d'Italia, classificandosi quarto nella classifica giovani nel 1984, e al Tour de France 1985.

## Palmarès
- 1981

Trofeo Minardi

## Piazzamenti

### Grandi Giri
- Giro d'Italia

1984: 52º
1985: 47º
1986: 77º
- Tour de France

1985: 95º

### Classiche monumento
- Milano-Sanremo

1986: 86º